# Слава (броненосець)
«Слава» (рос. Слава) —  пре-дредноут (ескадрений броненосець за офіційною класифікацією) Російського імператорського флоту типу «Бородіно», останній з восьми російських двотрубних броненосних кораблів, що будувалися до появи кораблів класу дредноут. Єдиний з пре-дредноутів свого типу з п'яти панцерників, що не встигнув взяти участь у Цусімській битві, був добудований вже після російсько-японської війни 1904—1905 років і до моменту введення до строю застарів. Використовувався як навчальний корабель для атестації кадрів.
«Слава» був закладений 1 листопада 1902 року на верфі компанії Балтійського заводу у Санкт-Петербурзі. 29 серпня 1903 року він був спущений на воду, а 12 червня 1905 року увійшов до складу ВМС Російської імперії. Брав активну участь у боях Першої світової війни на Балтійському морі: підтримував своїм вогнем російську армію в боях поздовж балтійського узбережжя. У битві в Ризькій затоці був головним кораблем морських сил Ризької затоки. 4 жовтня 1917 року в ході бою біля Моонзундського архіпелагу з німецькими дредноутами зазнав важких ушкоджень, був підірваний екіпажем та сів на мілину неподалік від острова Муху. З 1926 року розбирався на метал прямо на місці загибелі.

## Історія служби
У липні-серпні 1906 року разом з лінкором «Цесаревич» брав участь у придушенні Свеаборзького повстання. «Слава» був призначений у навчальну ескадру для підготовки молодих офіцерів з Військово-морського коледжу, в рамках морських реформ після Цусімського розгрому. Під час одного з його навчальних походів до Середземного моря члени екіпажу пре-дредноута врятували вцілілих унаслідок землетрусу в Мессіні 1908 року, і корабель доставив жертви до Неаполя для надання медичної допомоги.

### Перша світова війна
По поверненню в Кронштадт корабель перевели на Балтійський флот. На початок Першої світової війни Балтійський флот мав на озброєнні лише чотири пре-дредноути у складі Другої бригади лінкорів; ще чотири дредноути класу «Гангут» перебували на завершальній стадії будівництва. Після того, як вони були завершені і змогли захистити гирло Фінської затоки, «Слава» 31 липня 1915 року пройшов Ірбенську протоку, щоб допомогти російським силам в обороні Ризької затоки. Зокрема, корабель забезпечував артилерійську підтримку діям військ російської Імператорської армії.

##### Бій у Ризькій затоці
Для оборони Ризької затоки російський флот утримував тимчасове об'єднання — так звані морські сили Ризької затоки (лінкор «Слава», 36 есмінців і міноносців, 4 канонерські човни, мінний загороджувач «Амур», дев'ять підводних човнів і гідроавіатранспорт) під командуванням капітана 1 рангу П. Л. Трухачова.
Німецьке морське командування з метою знищення російських морських сил, що базувалися в цьому регіоні, виділило ударне угруповання флоту під командуванням віцеадмірала Едгарда Шмідта, що складалося з 7 старих лінійних кораблів, 6 крейсерів, 24 ескадрених міноносців і міноносців, 1 мінного загороджувача, 14 тральщиків, 12 катерів-тральщиків, 2 проривачів мінних загороджень. Для прикриття цього формування до Фінської затоки висувалося з'єднання Флоту відкритого моря віцеадмірала Гіппера з 8 лінійних кораблів, 3 лінійних крейсерів, 4 крейсерів, 32 ескадрених міноносців, 13 тральщиків. Маючи більш ніж дворазову перевагу над російським флотом, це угруповання кайзерівського флоту мало завдання не допустити прориву головних сил Балтійського флоту з Фінської затоки у відкрите море.
Обидві сторони використовували гідроавіацію, а німці — і «Цепелін». Росіянами була повністю перекрита мінними загородженнями протока, міни були встановлені також біля південного входу в Моонзунд і в декількох місцях Ризької затоки, на о. Моон встановлені дві берегові батареї і одна батарея на материку.
26 липня (8 серпня) німці здійснили першу спробу прориву в акваторію затоки, проте, вона скінчилася повним провалом. Внаслідок підриву на мінах німці втратили два тральщики, а крейсер «Тетіс» і один міноносець отримали важкі пошкодження, тому німецьке командування наказало припинило тралення фарватеру і відвело сили прориву з Ірбенської протоки.
У ході операції німецький флот зазнав серйозних втрат: затонули 2 есмінці V-99 і S-31, 3 тральщики Т-46, Т-52 і Т-58 і проривач мінних загороджень; ушкодження отримали лінійні крейсери «Мольтке» і «Фон дер Танн», два крейсери «Тетіс», «Аугсбург», два міноносці V-100 і S-144 та тральщик Т-77. Росіяни втратили потопленими два канонерські човни, пошкодженими були лінкор «Слава» і три есмінці, також були знищені кілька малотоннажних вантажних суден і ушкоджено берегові об'єкти
12 вересня німецькі крейсери виманили «Славу» у відкрите море; німці спробували потопити броненосець, що сильно їм заважав, шляхом скоординованої атаки підводного човна UB-31 і торпедоносців, що летіли на надмалій висоті, але все торпеди пройшли повз ціль. Це була перша атака торпедоносців на рухомий броненосець.

#### Моонзундський бій
4 (17) жовтня у морському бою біля Куйвасту лінкори «Слава», «Гражданін» і крейсер «Баян» наразилися на німецьку ескадру з 2 лінкорів, 2 крейсерів і 11 есмінців. 17 жовтня німецька ескадра під командуванням віцеадмірала Бенке двома колонами увійшла з південного входу в Моонзунд.
«Слава», «Гражданін» і крейсер «Баян» розпочали обстріл тральщиків німецької ескадри, з берега їх підтримувала 254-мм берегова батарея острова Моон. О 10 годині 5 хвилин у вогневій бій вступили німецькі лінійні кораблі «Кронпринц» і «Кьоніг Альберт». Перестрілка між капітальними кораблями тривала приблизно до 11 години дня, але без жодних пошкоджень для протиборчих сторін. Водночас, вогнем з російських кораблів було потоплено один німецький тральщик і ще два були пошкоджені. Це змусило їх припинити тралення і відійти.
Об 11:30 німецькі крейсери «Кольберг» і « Штрасбург» за підтримки тральщиків висадили на Моон морський десант. О 12:04 «Слава» і «Гражданін», до яких приєдналися крейсер «Баян» і есмінці «Туркменець-Ставропольський» і «Донський козак» знову відкрили вогонь по тральщиках противника. Невдовзі вогонь відкрили німецькі лінкори, що тричі влучили у «Славу», в результаті чого корабель почав набирати воду і отримав крен 8°, але зусиллями команди, за рахунок контрзатоплення відсіків по іншому борту, його швидко вдалося зменшити. У наступні 14 хвилин «Слава» отримав ще чотири влучання.

Бій біля Моонзундського архіпелагу 17 жовтня 1917
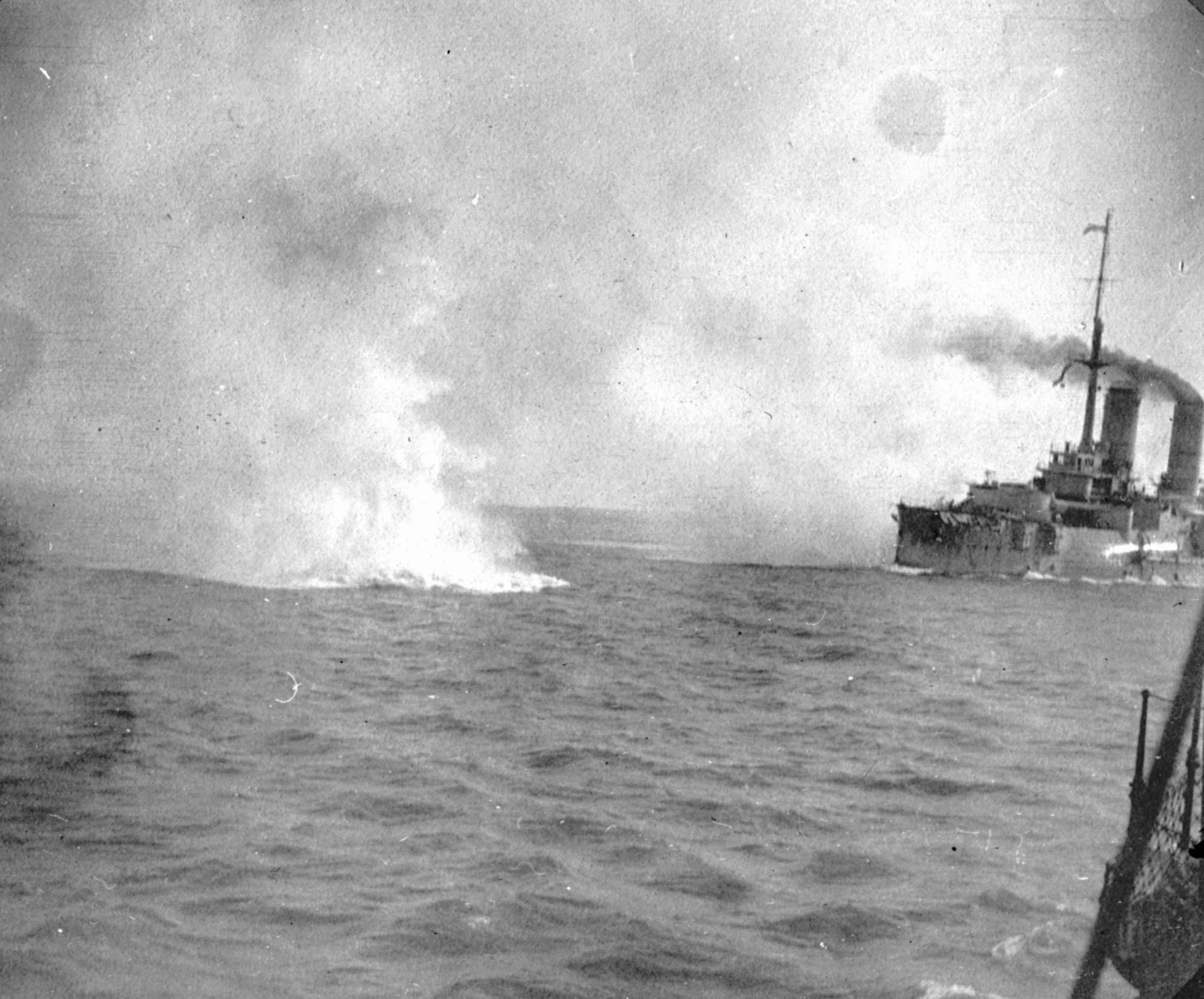
«Слава» веде бій
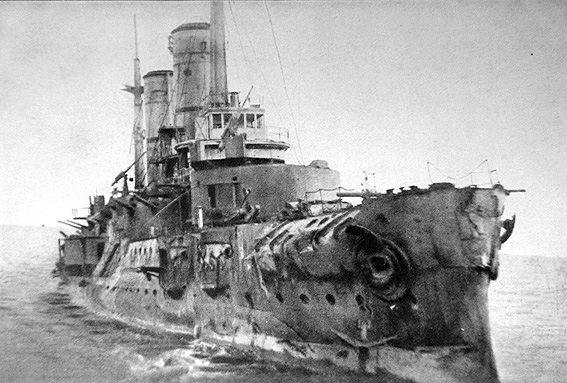
«Слава» після бою

Ситуація для російської ескадри складалася критична, і незабаром адмірал Бахірєв наказав відходити. Зважаючи на неможливість «Слави» пройти через мілководний Моонзундський канал, його наказали затопити, перегородивши фарватер. Але цього не вдалося зробити і тоді о 13:57, після зняття команди, він був підірваний. Для більшої впевненості есмінець «Туркменець-Ставропольський» його торпедував. Лінійні кораблі Бенке продовжували вести вогонь, поки дозволяла дальність стрільби їх гармат, але переслідувати російський флот, що відходив, через мінну небезпеку не наважилися.
29 травня 1918 року панцерник «Слава» був виключений зі списків флоту. Його рештки розбиралися на брухт.